# Прапор Східної Фландрії
Прапор Східної Фландрії містить геральдичного чорного лева з червоними кігтями та язиками, який також з'являється на гербі Східної Фландрії. Лев стоїть на фоні з зеленими та білими смугами. Зелений колір означає зростаючу турботу уряду провінції про навколишнє середовище та історичну символіку (а саме колір зелених уніформ східнофламандського лицарства); білі лінії позначають східно-фламандські водотоки: широка лінія позначає Шельду, три вужчі лінії позначає Дендер, Леє та Дурме.
Нинішній прапор провінції Східна Фландрія був розроблений відповідно до декрету від 21 грудня 1994 року, Декрету про встановлення гербів і прапорів провінцій і муніципалітетів (опубліковано в Офіційному віснику Бельгії від 4 квітня 1995 року). Проєкт виконав геральдичний художник Ф. Брозе. Прапор був встановлений рішенням фламандського міністра культури, сім'ї та добробуту Люка Мартенса від 14 грудня 1998 року (опубліковано в Офіційному віснику Бельгії від 14 квітня 1999 року).

## Відхилений дизайн прапора
21 березня 1996 року Фламандська геральдична рада відхилила пропозицію Ради провінції, оскільки лев мав лише по три кігті на кожній лапі. Стандартний геральдичний лев повинен мати чотири кігті.

Відхилені проєкти прапора та герба були намальовані геральдистом і художником Фернаном Брозе, який раніше розробив прапор та герб німецькомовної спільноти. 

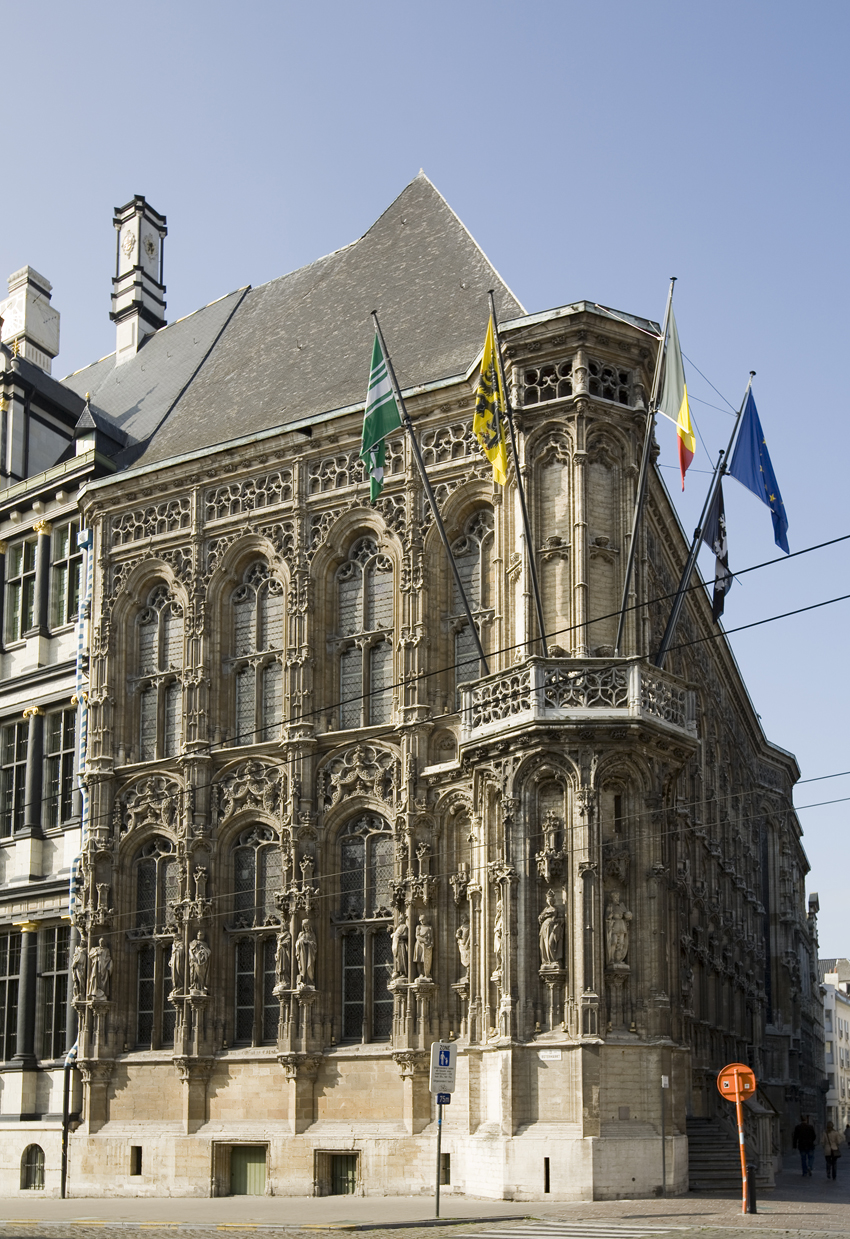
Мерія Гента з прапором Східної Фландрії
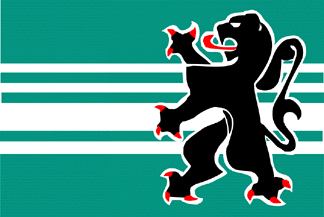
Відхилений дизайн прапора
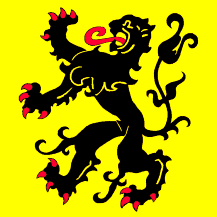
Старий неофіційний гербовий банер
Прапор губернатора Східної Фландрії

## Зовнішнє посилання
- Герб і прапор провінції Східна Фландрія

1. ↑  East Flanders (Province, Belgium). crwflags.com. Процитовано 22 вересня 2023.